# 2017 AG13
2017 AG13 es un objeto próximo a la Tierra que forma parte de los asteroides Atón, descubierto el 7 de enero de 2017 por el equipo del Catalina Sky Survey desde el Catalina Sky Survey, Arizona, Estados Unidos.
Fue detectado solo dos días antes de que cruzara cerca de la Tierra.

## Características orbitales
2017 AG13 está situado a una distancia media del Sol de 0,9631 ua, pudiendo alejarse hasta 1,376 ua y acercarse hasta 0,5501 ua. Su excentricidad es 0,428 y la inclinación orbital 16,44 grados. Emplea 345,275 días en completar una órbita alrededor del Sol.

## Características físicas
La magnitud absoluta de 2017 AG13 es 26,039.